# 宾夕法尼亚州立大学酒店管理学院
宾夕法尼亚州立大学酒店管理学院（英語：School of Hospitality Management）坐落在宾夕法尼亚州立大学帕克校区，全院大约有740名学生。这所酒店管理学院是全美历史最悠久的三个酒店餐饮管理项目之一，提供酒店管理本科、硕士、和博士学位。其中，本科学位提供创业及创新、营养管理以及赌场管理等辅修方向。

## 历史
宾夕法尼亚州立大学酒店管理学院始于1937年，最初作为机构管理专业的扩展学科，被命名为酒店行政管理。1958年，该项目更名为餐饮服务及客房管理，并分为两个独立专业：商业化餐饮服务和机构化住宿管理。自二十世纪七十年代，该项目开始致力于服务管理和营养管理。1981年，该项目更名为酒店、餐饮及机构管理系。1987年，该项目由系升级为学院。2005年，该项目再次更名为酒店管理学院并沿用至今。

## 学院楼及餐厅

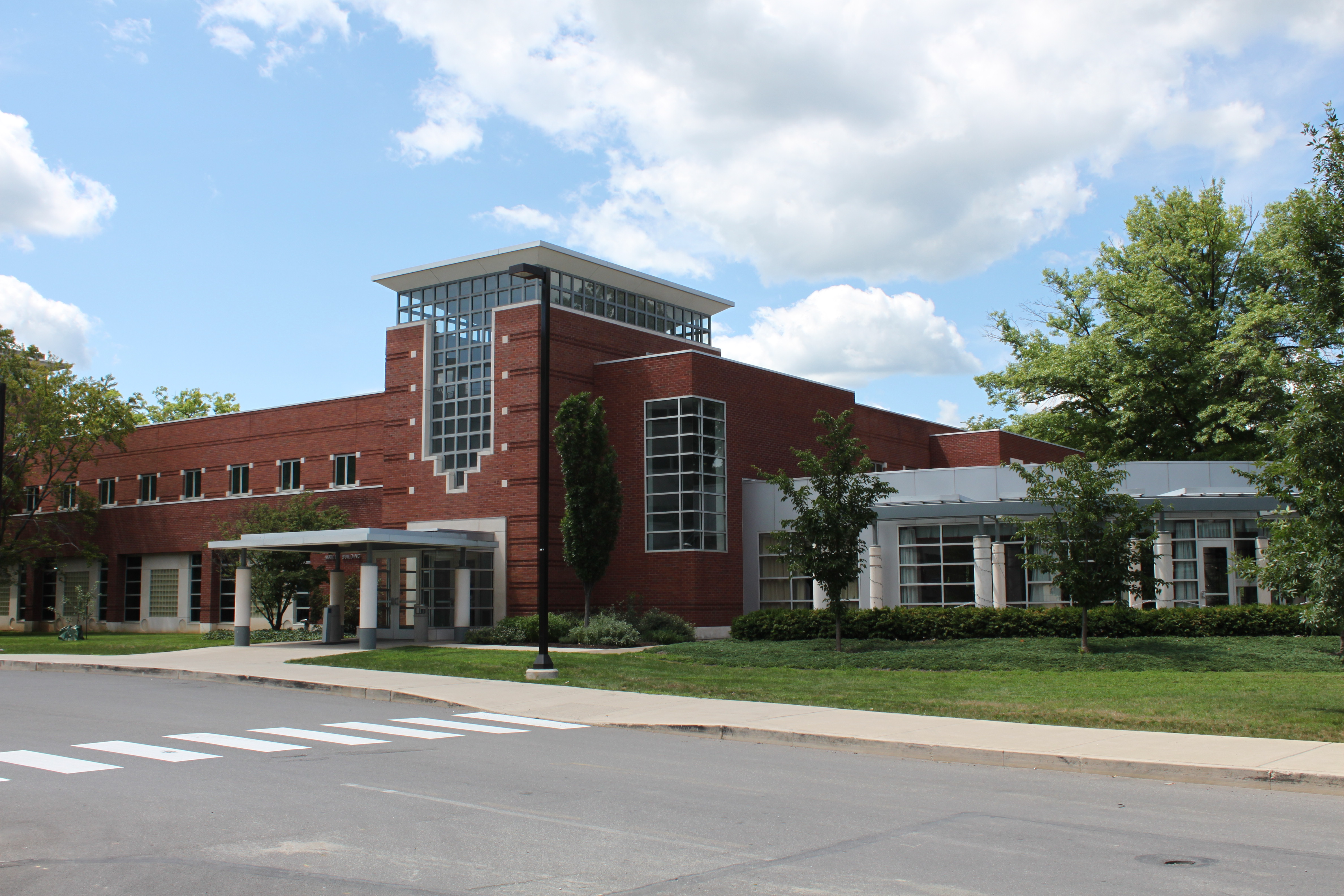
Mateer Building- Penn State School of Hospitality Management

酒店管理学院坐落于帕克校区西北角的马蒂尔教学楼，毗邻阿瑟顿街和帕克街。马蒂尔楼于1993年建成。劳拉·马蒂尔女士向酒店管理学院捐赠150万美金修建此教学楼；为纪念马蒂尔夫妇的慷慨捐赠，该教学楼被命名为马蒂尔楼 。马蒂尔楼内设劳拉咖啡厅、 食品创新中心、酒店业领导力协会、用于科研及食品加工的厨房，面试厅、会议室、教师办公室、电脑实验室及教室等。
以劳拉•马蒂尔女士命名的劳拉咖啡厅是一个完全由学生自行运营的教学餐厅。学生在教师指导下学习烹饪和餐厅管理，并对外供应午间简餐及各式主题晚宴。劳拉咖啡厅于2013年对就餐区进行了装修改造，更新并添置了桌椅、地毯、油画、艺术品、标识及灯光等设备，并增加了新菜单以及快捷服务设施。2014年，学院对餐厅进一步投入120万美金，重新装修了服务区、咖啡吧、贵宾室以及休息室等。

## 关于宾夕法尼亚州立大学酒店管理学院的媒体报道
宾夕法尼亚州立大学酒店管理学院的科研及教学专长享誉全美。2014年，院长约翰·奥尼尔博士应美国酒店和住宿协会以及亚裔美国酒店业主协会之邀，发表了关于全国最低工资提高至每小时10.10美金的潜在影响研究报告。此外，约翰·奥尼尔博士还主持发布宾夕法尼亚州立大学美国酒店价值索引季度报告，此项索引提供的计量经济学模型被用于预测美国未来酒店市场价值，并经常被美国各大媒体引用。2010年，副教授丹·蒙特接受美国有线电视新闻网的采访，谈及他对酒店客房内出现臭虫的看法。此外，今日美国的一篇文章引用了伯特·范霍夫教授对于越来越多的大学生选择酒店管理专业的相关见解。
最近，州学院杂志刊登了食品创新中心主任彼得·博迪博士在研究健康食品方面的贡献。2013年，中心每日时报报道了杰姬•葛平德的进阶会议及活动策划课程。2011年，州学院杂志刊登了高级讲师彼得·耶尔森在宾夕法尼亚州立大学的授课生涯，名为“和彼得·耶尔森的朝九晚五”。美国天下广播电视台本日秀引用了约翰·奥尼尔博士关于爵士时代和电影了不起的盖茨比的评论，另外，纽约时报引用了他对私人俱乐部住宿的评论。特恩斯市场研究公司最近引用了约翰·奥尼尔关于经理和小时工压力来源的研究。

## 全美排名
宾夕法尼亚州立大学酒店管理学院是公认的世界顶尖酒店管理学院之一。学术研究方面，安娜·马提拉博士被酒店管理与旅游研究期刊于2011年发表的一篇文章评为2000年后最高产的酒店管理研究学者。此外，布雷夫尼•奴尼博士荣获2013年酒店管理与旅游研究期刊最佳文章奖，迈克尔•特夫斯博士获得了2013年康奈尔酒店业期刊最佳文章奖。2010年酒店管理与旅游研究期刊上一篇关于酒店与旅游期刊学术领导力排名的文章讲宾夕法尼亚州立大学列为拥有主编数排名第二；拥有主编、副主编及编辑排名第六的大学。
宾夕法尼亚州立大学酒店管理学院在2009年发表于酒店管理与旅游研究期刊的一篇文章中被认为是世界排名第四的酒店管理项目，2008年至2011年，宾夕法尼亚州立大学酒店管理学院在康奈尔酒店业期刊发表文章数排名第三。一篇2005年分析酒店管理经营期刊的文章显示宾夕法尼亚州立大学酒店管理学院的学术贡献排名第六。另外，2006年发表在酒店业评论期刊的一篇文章把宾夕法尼亚州立大学评为排名第二的酒店管理研究生项目。2002年，酒店管理与旅游教育期刊的一篇文章显示宾州大为美国排名第五的酒店管理项目，另一篇同期刊的文章认为宾夕法尼亚州立大学酒店管理学院酒店管理本科生项目排名第五。

## 康蒂名誉教授
康蒂名誉教授（Conti Professorship）于1987年由宾夕法尼亚州立酒店管理学院校友及合作伙伴共同创立，以纪念沃尔特·康蒂这位餐饮经营者及美国饭店餐饮协会主席对酒店管理学院、宾州州立大学以及酒店餐饮业的贡献。康蒂名誉教授通常为酒店业的杰出人才或领军人物，他们被授予名誉教授头衔后，将受邀到酒店管理学院授课、 与教授及学生交流并参加学术讨论会。至今学院 已经授予超过70名康蒂名誉教授，包括一些赫赫有名的行业领袖、著名企业家、行政总裁以及酒店业杰出教育家。最近的康蒂名誉教授包括：
勒兰·皮尔斯伯里 2014
德尔集团的共同创始人及董事长
南希·约翰逊 2014
卡尔森瑞德酒店集团执行副总裁
丹尼·迈耶 2013
联合广场餐饮集团CEO及创始人
佛利兹·官陈盛福 2013
喜达屋度假酒店国际集团总裁及CEO
约翰·梅斯 2012
梅斯餐饮管理常务董事长
比尔·福捷 2011
希尔顿全球酒店集团发展部资深副总裁
柏拉图·纪诺思 2011
萨纳酒店集团董事长
埃福瑞克·詹姆斯 2011
匹兹堡大学卫生政策与计划部副主任
史蒂夫·拉什莫尔 2010
HVS全球酒店服务董事长及创始人
马克·洛曼诺 2010
New Brand Analytics执行委员会成员
佛朗哥·哈里斯 2009
Super Bakery, Inc董事长

## 宾夕法尼亚州立大学酒店餐饮服务中心
宾夕法尼亚州立大学酒店餐饮服务中心为宾州州立大学下属企业，向大学的教职员工、在校学生及当地居民提供服务。服务中心向酒店管理学院的在校学生及毕业生提供全职及兼职岗位，给酒店管理学院的学生提供宝贵的实习机会。学院开设的HM380酒店管理课中，学生们将在尼塔尼狮子酒店和宾夕法尼亚州立大学会议中心酒店积累实际操作经验，在前台、客房部、及维修工程部进行为期一学期的轮岗学习。在HM495这门课中，学生将在在职员工的指导下在某一指定部门实习至少一个学期。
宾夕法尼亚州立大学酒店餐饮服务中心负责管理运营大学内的尼塔尼狮子酒店、宾夕法尼亚州立大学会议中心酒店、比弗体育场套房、以及盘古拉溜冰场套房。在2014年, 尼塔尼狮子酒店被授予AAA四钻酒店，到到网优秀酒店证书以及美国国家历史保护信托中心的美国历史性酒店证书。2014年，宾夕法尼亚州立大学会议中心酒店获得了 国际会议中心协会证书。